# Ornithoctona plicata
Ornithoctona plicata är en tvåvingeart som först beskrevs av Ignaz von Olfers 1816.  Ornithoctona plicata ingår i släktet Ornithoctona och familjen lusflugor. Inga underarter finns listade i Catalogue of Life.